# Kelta nagykereszt

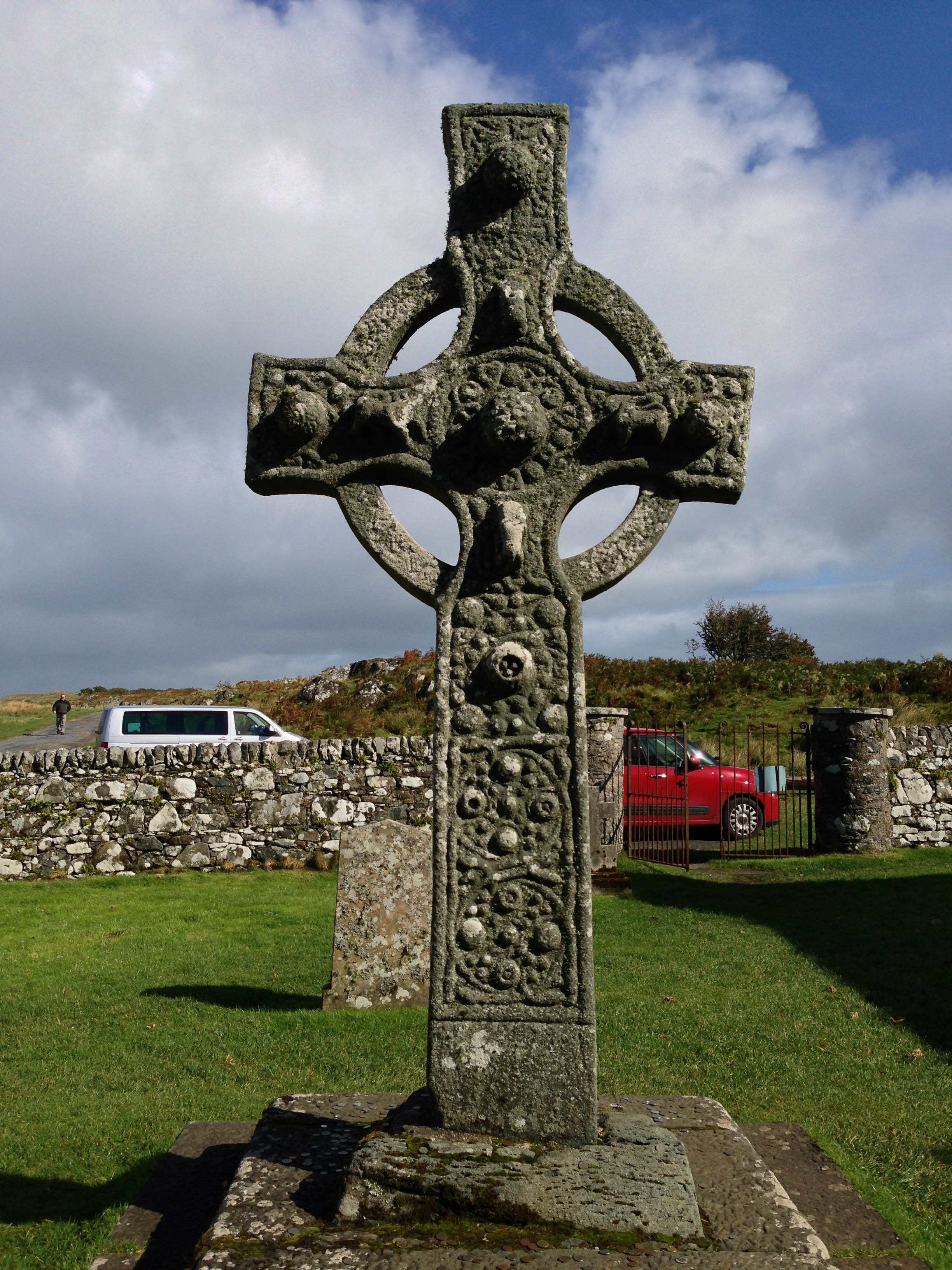
A Kildalton-kereszt, Skócia,800

A kelta (vagy ír) nagykeresztek  (használt névváltozatai szerint: kelta kereszt, ír kereszt, Celtic Cross, High Cross, Holy Cross, Long Cross stb.) a kelta-ír keresztény kultúrkör területén a 7–8. században megjelent és elterjedt rituális emlékmű típusú létesítmény (építmény). A kelta–ír nagykereszt kőből készül, jellegzetes szerkezetű és formájú, általában kelta–ír díszítőmotívumokkal, és/vagy figurális elemekkel dúsan díszített, többnyire körmotívummal ellátott álló kereszt; a Brit-szigeteken a rómaiak távozása óta keletkezett első olyan nagyobb méretű művek, amelyek a mai napig fennmaradtak, egyes változataikban napjainkban is készülnek. Nagykeresztek már a 7–8. századtól léteztek Írországban, később megjelentek Skóciában és Britannia többi részén is, különösen Northumbriában, néhány példánya a kontinentális Európában is fellelhető. A kelta keresztek napjainkban a kelta–ír képző- illetve díszítőművészet legismertebb képviselői közé tartoznak (hiv.: 1, 3, 6)).

## Kialakult típusok
Szerkezeti típusok

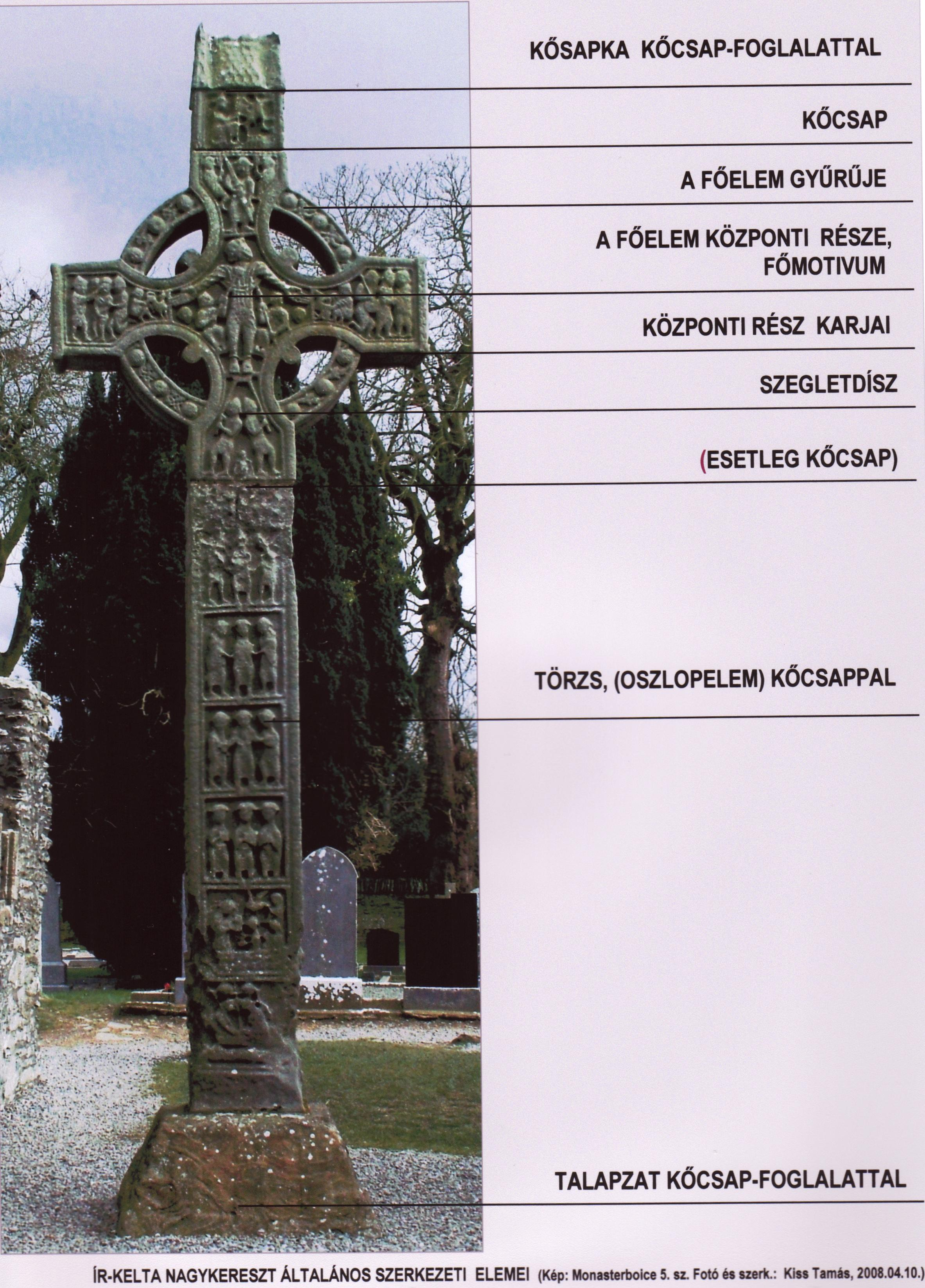
Szerkezetismertető

- (Ogamhoz hasonló) Állókövekbe karcolt, vésett  (pl.: Riasc)(hiv. 5)
- Korai, vegyes tartalmat hordó típusok (Monasterboice, régi)
- Korai, csak talpból és kőkeresztből álló típus (pl.: Glendalough 3. sz.)
- Talpból, kőcsapos körmotívumos keresztből és kősapkából álló típus (különféle díszítéssel) (pl: Monasterboice, 1. és 5. sz.)
- Későbbi csak talpból és kőcsapos nagykeresztből álló típus (pl.: Monasterboice)
- 13-14. sz. utáni különféle típusok (sok felé)
- 17-19- századi romantika és szecesszió korabeliek (pl.: Monasterboice, 2 sz.)
- Legújabb koriak 19-20. sz. (pl.: Glendalough, Monasterboice és mindenfelé)

Alkalmazott kőanyag szerint
- gránitból
- homokkőből
- egyéb kőből
- márványból (20. sz.)
- műkőből (20. sz.)

## Szerkezeti jellemzői
A kelta kőkeresztek szerkezeti jellemzését a szakirodalom legtöbbnyire a Monasterboice Muiredach nagykereszt ábráján elemzi.

## Ismertebb nagykeresztek
| Írországban - Ahenny - Ardboe - Balrath - Bealin - Carndonagh - Cashel - Castledermot | - Clones - Clonmacnoise - Donaghmore - Drumcliffe - Duleek - Duleek Market - Dysert O'Dea - Glendalough | - Kells - Old Kilcullen - Kilfenora - Kilkieran - Killaloe - Kilree - Monasterboice - Moone |

## Forrásmunkák
- Sean Dufy (szerk.): ATLAS of IRISH HISTORY  (2.ed.) -  G. Macmillan 2000. - ISBN 978-0-7171-3093-1
- Peter Zöller: IRLANDS ERBE - G. Macmillan, 2001. - ISBN 0-7171-3208-0
- Nathaniel Harris: HERITAGE of IRELAND – Bounty Books, 2006. - ISBN 0-7537-0556-7
- Kevin Eyres: THE SECRETS of IRELAND – Star Fire Books, 2006. - ISBN 1-84451-466-8
- L. Gerard – S.T. Perry: Írország (Utikönyv) Panemex-Grafo 2006. - ISBN 963-949-154-3
- J-P. Mohen: Standing Stones (3. kiad.) - Thames & Hudson, 2004. - ISBN 0-500-30090-9
- Christiane Eulére: The Celts First Masters of Europe (4. kiad.) - Thames & Hudson, 2004. - ISBN 0-500-30034-8
- J-B. Duroselle: Európa népeinek története – Officina Nova, 1990. (ISBN ?)
- Städten des Kullturerbes in Ireland 2007. (szórólap) ( www.heritageireland.ie )
- Lloyd és Jennifer Laing: Kelta művészet - Glória K. - ISBN 963-9283-96-7

## Képhivatkozások
- Glendalough 1. sz. kereszt
- Glendalough 2. sz. kereszt
- Glendalough 3. sz. kereszt
- Monasterboice 2. sz "Long Cross"
- Monasterboice 5. sz kereszt
- Monasterboice 1. sz. kereszt
- Castledermot 1. sz. déli kereszt